# کولوکولوفسکایا
کولوکولوفسکایا (به لاتین: Kolokolovskaya) یک منطقهٔ مسکونی در روسیه است که در استان آرخانگلسک واقع شده‌است.